# فرانسوا گریمالدی
فرانسوا گریمالدی (فرانسوا در فرانسوی، فرانسیس در انگلیسی) فراخوانده به‌نام ایل مالیتسیا ("مخرب") یک رهبر جنوایی گوئلف‌ها  بود که صخرهٔ موناکو را در شب ۸ ژانویهٔ سال ۱۲۹۷ را گرفت. او پسر گولیلمو گریمالدی از همسرش ژکوبینا یا ژکوبا، یک نجیب‌زادهٔ جنوایی بود.
او در سال ۱۲۹۵ با آئورلیا دل کارتو ازدواج کرد؛ از این ازدواج فرزندی حاصل نشد. گریمالدی‌های کنونی از نسل فرانسوا نیستند. بعد از مرگ وی، در سال ۱۳۰۹، رینیه یکم، لرد کانیس (که پسرعمو و فرزندخوانده‌اش بود) جانشینش شد.
نوادگان پسرعمویش از خاندان گریمالدی، هنوز بر موناکو حکم می‌رانند. پس از صدها سال از کودتا، گریمالدی‌ها موناکو را از تاج آراگون در سال ۱۴۰۹ خریداری نموده، و رسماً و بدون تردید حاکمان «صخرهٔ موناکو» شدند.